# Waalse Pijl 1936
De eerste editie van de Waalse Pijl werd gehouden op tweede paasdag 13 april 1936. Deze Belgische eendaagse wielerkoers ontstond op initiatief van de Brusselse krant Les Sports van de Waalse eigenaar en wielerliefhebber Albert Van Laethem. Het parcours had een lengte van 236 kilometer. De start lag in Doornik (Frans: Tournai) en de finish was in Luik. 

## Koersverloop
De eerste editie was een Belgische aangelegenheid. Van de 22 renners die de eindstreep bereikten, kwam de Italiaan Antonio Fabris (negentiende plaats) als enige niet uit het thuisland. 
Door de vele beklimmingen, de kou en de hevige regenval was het voor de 54 gestarte renners een zware wedstrijd.
De Belg Philemon De Meersman werd de eerste winnaar. Na ruim zeven uur koers klopte hij in de sprint zijn landgenoot Alphonse Verniers.
De 21-jarige De Meersman was een eerstejaars prof die reed voor de Franse ploeg La Française-Dunlop-Diamant. Hij vormde met Verniers en Eloi Meulenberg, die later bij het tweetal aansloot, de kopgroep. Op enkele honderden meters voor de finish kwam Meulenberg ten val na een botsing met een motorrijder. Hij bereikte lopend de eindstreep als tiende. Camiel Michielsens eindigde op 23 seconden op de derde plaats.

## Uitslag
| Waalse Pijl 1936 |                      |                                |          |
| Plaats           | Naam                 | Ploeg                          | Tijd     |
| Winnaar          | Philemon De Meersman | La Française-Dunlop-Diamant    | 7u04'15" |
| 2                | Alphonse Verniers    | Dossche Sport-Titan            | z.t.     |
| 3                | Camiel Michielsens   | Colin-Wolber                   | + 23"    |
| 4                | Albert Beckaert      | Alcyon-Dunlop                  | + 1'06"  |
| 5                | Richard Rottermans   | individueel                    | + 2'12"  |
| 6                | Armand Lambert       | Dossche Sport-Titan            | z.t.     |
| 7                | Cornelius Leemans    | F.Pélissier-Mercier-Hutchinson | + 2'35"  |
| 8                | Jérôme France        | Birma                          | z.t.     |
| 9                | Antoon Dignef        | Colin-Wolber                   | z.t.     |
| 10               | Eloi Meulenberg      | Alcyon-Dunlop                  | + 3'08"  |

1936 · 1937 · 1938 · 1939 · 1940 · 1941 · 1942 · 1943 · 1944 · 1945 · 1946 · 1947 · 1948 · 1949 · 1950 · 1951 · 1952 · 1953 · 1954 · 1955 · 1956 · 1957 · 1958 · 1959 · 1960 · 1961 · 1962 · 1963 · 1964 · 1965 · 1966 · 1967 · 1968 · 1969 · 1970 · 1971 · 1972 · 1973 · 1974 · 1975 · 1976 · 1977 · 1978 · 1979 · 1980 · 1981 · 1982 · 1983 · 1984 · 1985 · 1986 · 1987 · 1988 · 1989 · 1990 · 1991 · 1992 · 1993 · 1994 · 1995 · 1996 · 1997 · 1998 · 1999 · 2000 · 2001 · 2002 · 2003 · 2004 · 2005 · 2006 · 2007 · 2008 · 2009 · 2010 · 2011 · 2012 · 2013 · 2014 · 2015 · 2016 · 2017 · 2018 · 2019 · 2020 · 2021 · 2022 · 2023 · 2024 · 2025 · 2026
Lijst van beklimmingen